# Limenitidinae

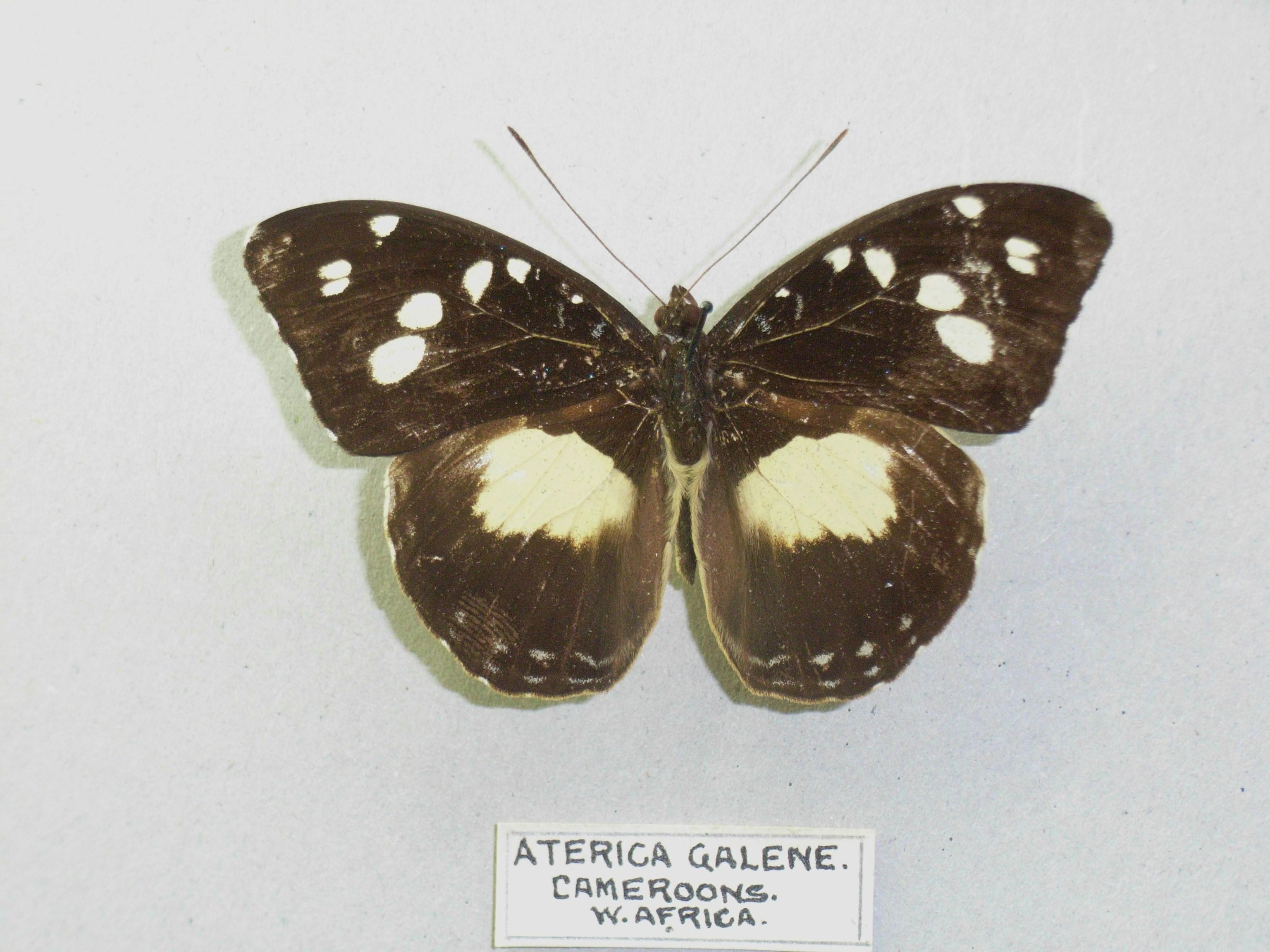
Aterica galene mẫu (Adoliadini)

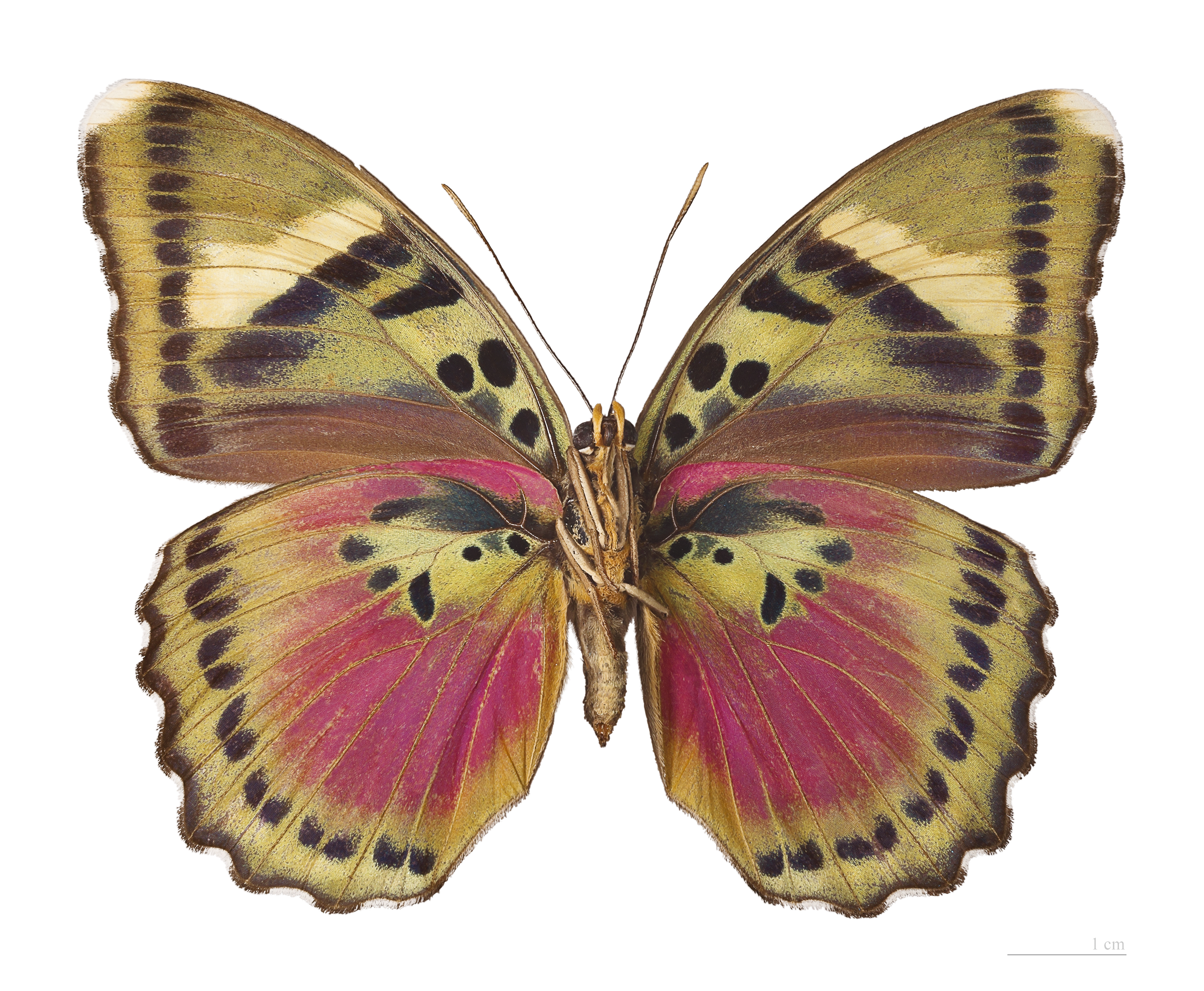
Euphaedra (Xypetana) xypete (Adoliadini)

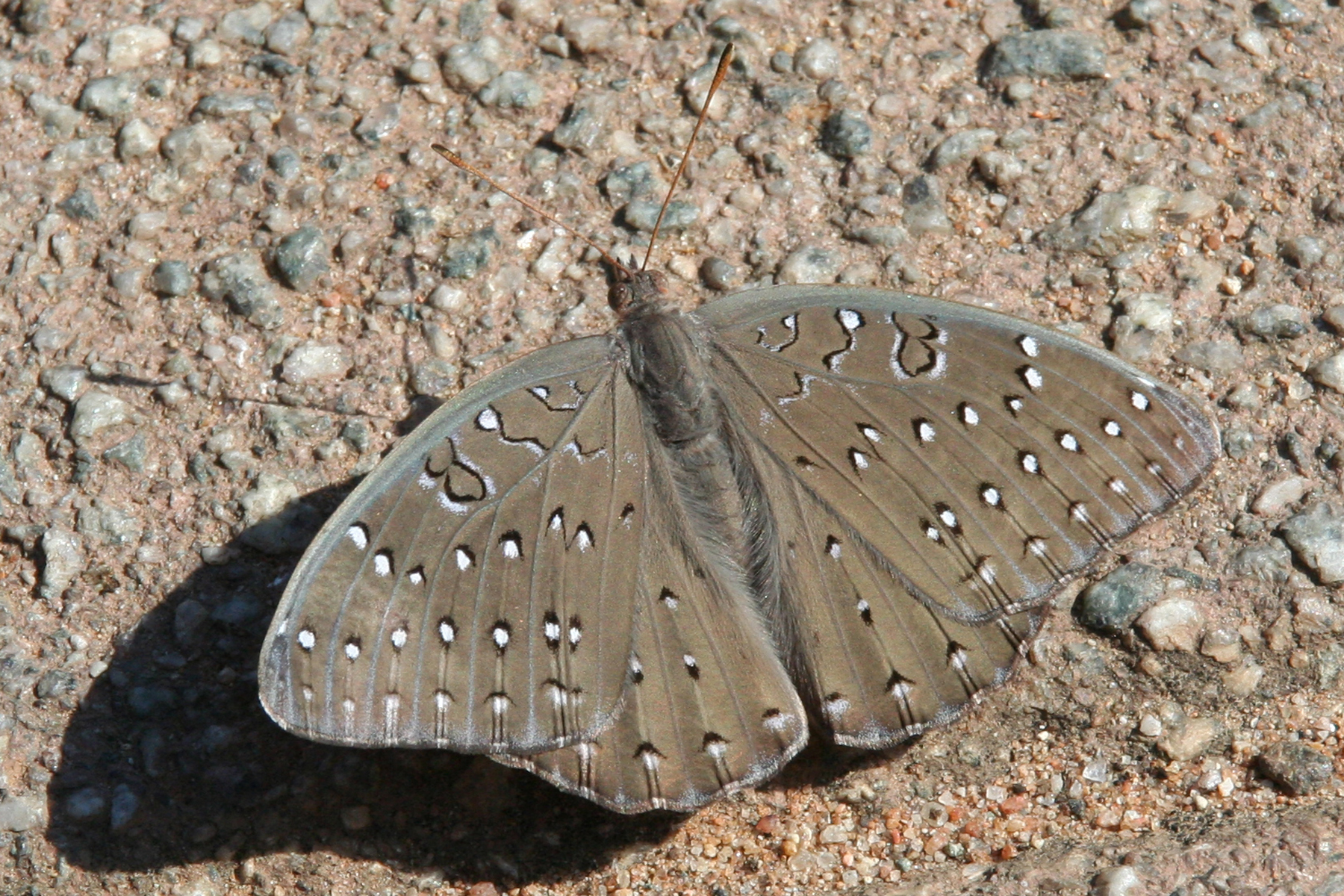
Hamanumida daedalus (Adoliadini)

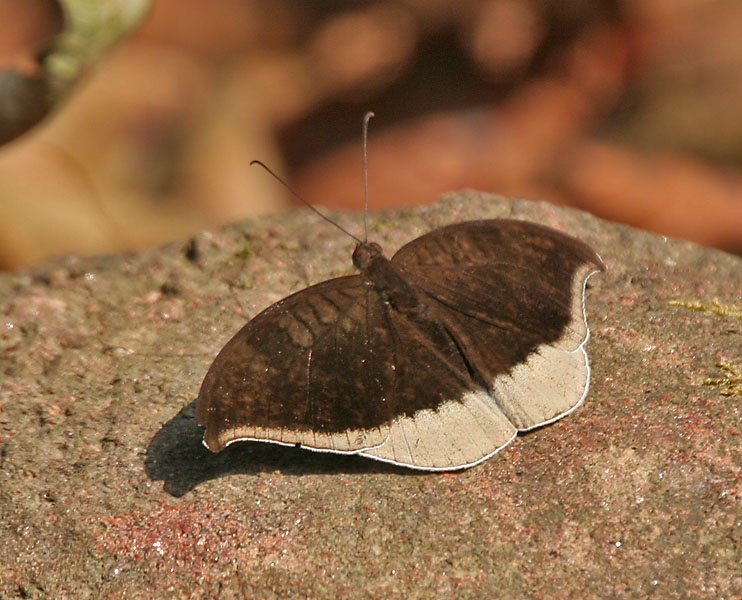
Tanaecia lepidea từ(Adoliadini)

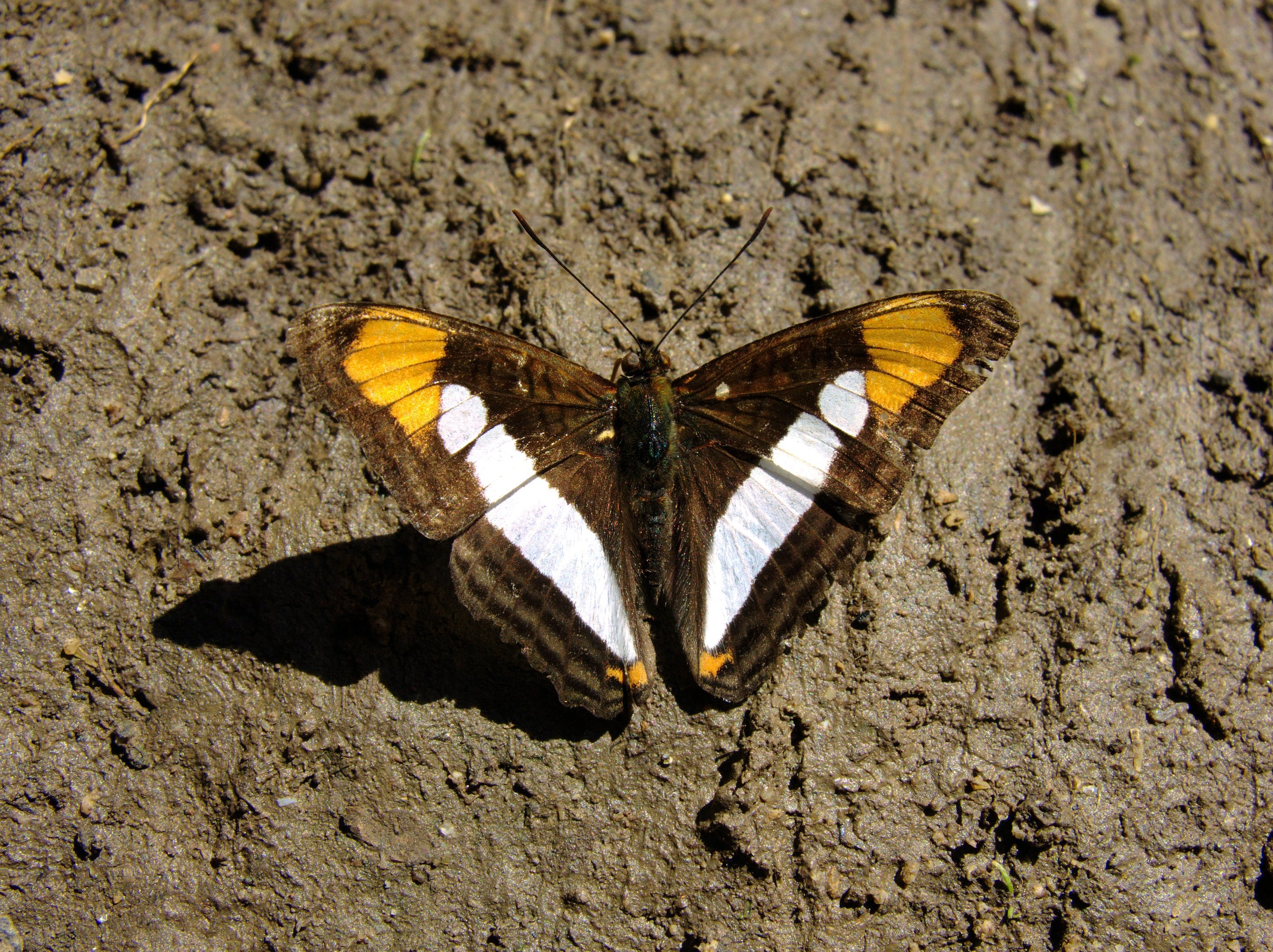
Adelpha syma của Limenitidini đôi khi đặt trong Limenitis

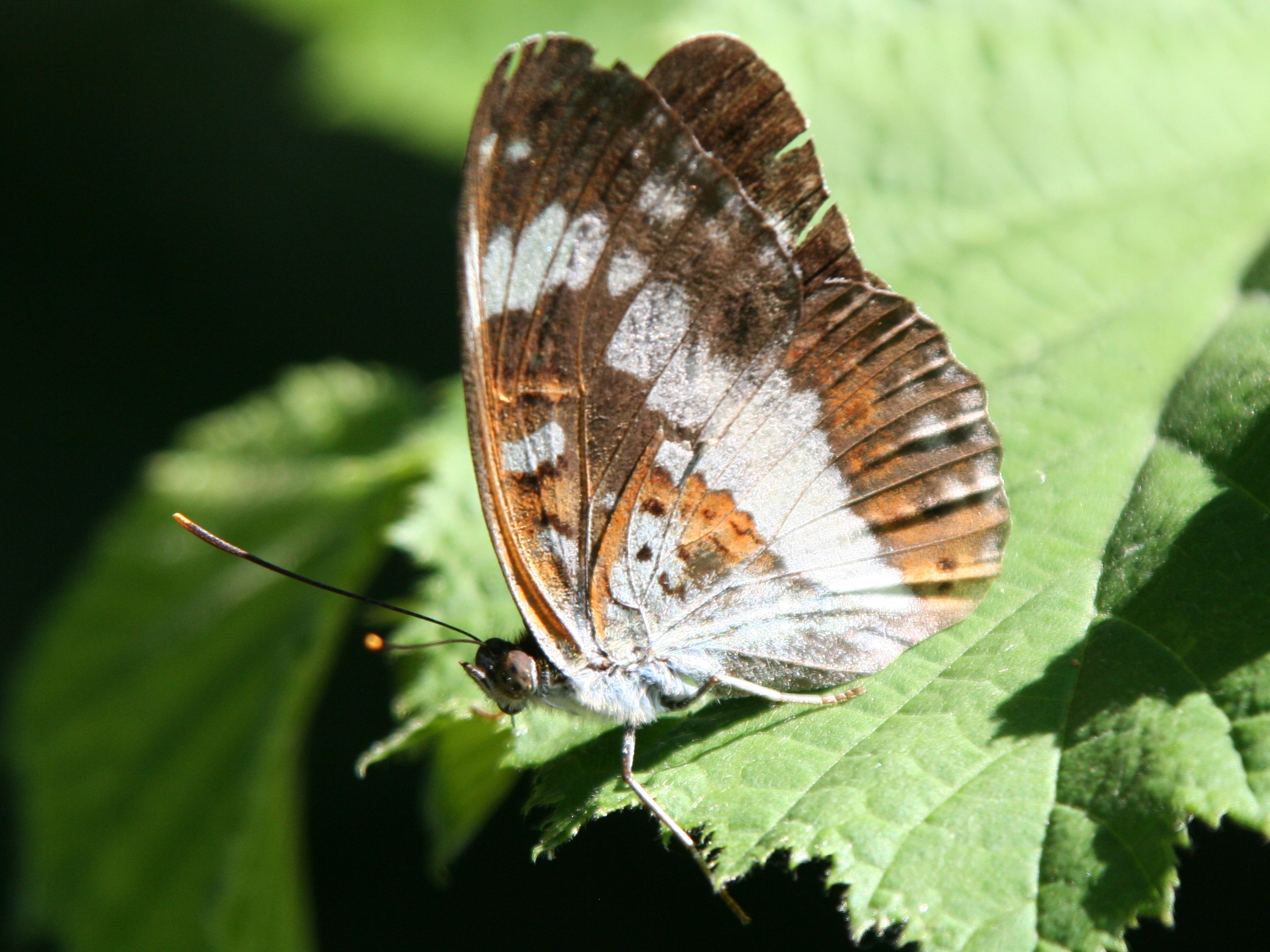
Limenitis camilla: Limenitidini)

Limenitidinae là một phân họ trong Họ Bướm giáp. Phân họ này có 4 tông.

## Các chi, các loài chọn lọc
Tông Parthenini Reuter, 1896
- Bhagadatta Moore, [1898]
- Parthenos

Tông Adoliadini Doubleday, 1845
- Abrota Moore, 1857
- Bassarona Moore, [1897]
  - Bassarona durga
  - Bassarona iva
  - Bassarona recta
  - Bassarona teuta
- Dophla Moore, [1880] – 
  - Dophla evelina
- Euthalia
- Euthaliopsis Neervoort van de Poll, 1896
- Lexias
- Neurosigma Butler, 1868
- Tanaecia Butler, [1869]
  - Tanaecia cocytus
  - Tanaecia julii
  - Tanaecia lepidea
  - Tanaecia pelea
- Aterica Boisduval, 1833
- Bebearia Hemming, 1960
- Catuna Kirby, 1871
- Crenidomimas Karsch, 1894
- Cynandra Schatz, [1887]
- Euphaedra Hübner, [1819]
- Euptera Staudinger, [1891]
- Euriphene Boisduval, 1847
- Euryphaedra Staudinger, [1891]
- Euryphura Staudinger, [1891]
- Euryphurana Hecq, 1992 –
- Hamanumida Hübner, [1819] –
- Harmilla Aurivillius, 1892 –
- Pseudargynnis Karsch, 1892 –
- Pseudathyma Staudinger, [1891] –

Tông Limenitidini Behr, 1864
- Adelpha Hübner, [1819] – 
  - Adelpha basiloides
  - Adelpha bredowii
  - Adelpha californica (trước là A. bredowii)
  - Adelpha eulalia
  - Adelpha fessonia
- Auzakia Moore, [1898]
  - Auzakia danava
- Lelecella Hemming, 1939
- Limenitis –
- Litinga Moore, [1898]
- Parasarpa Moore, [1898]
  - Parasarpa dudu
  - Parasarpa zayla
- Patsuia Moore, [1898]
- Sumalia Moore, [1898]
  - Sumalia daraxa
  - Sumalia zulema
- Moduza Moore, [1881] (đôi khi được tích hợp vào Limenitis)
  - Moduza procris
- Tarattia Moore, [1898]
- Athyma
- Pandita Moore, 1857
- Tacola Moore, [1898]

Tông Neptini Newman, 1870
- Aldania Moore, [1896]
- Lasippa Moore, [1898]
- Neptis
- Pandassana Moore, [1898] (có thể thuộc Neptis)
- Pantoporia Hübner, [1819]
  - Pantoporia assamica
  - Pantoporia bieti
  - Pantoporia hordonia
  - Pantoporia karwara
  - Pantoporia paraka
  - Pantoporia sandaka
- Phaedyma Felder, 1861
  - Phaedyma shepherdi

Incertae sedis

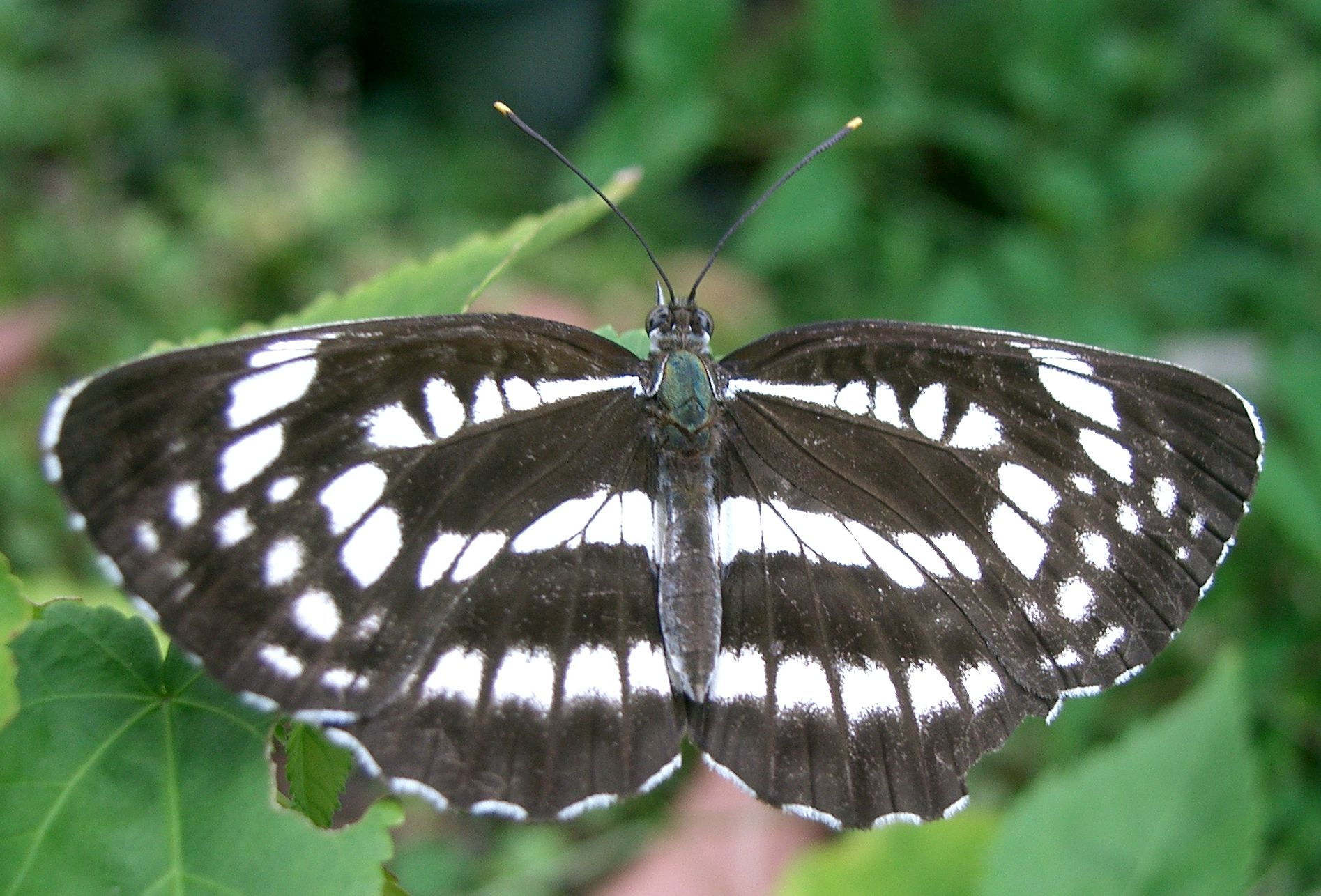
Neptis pryeri pryeri (Neptini)

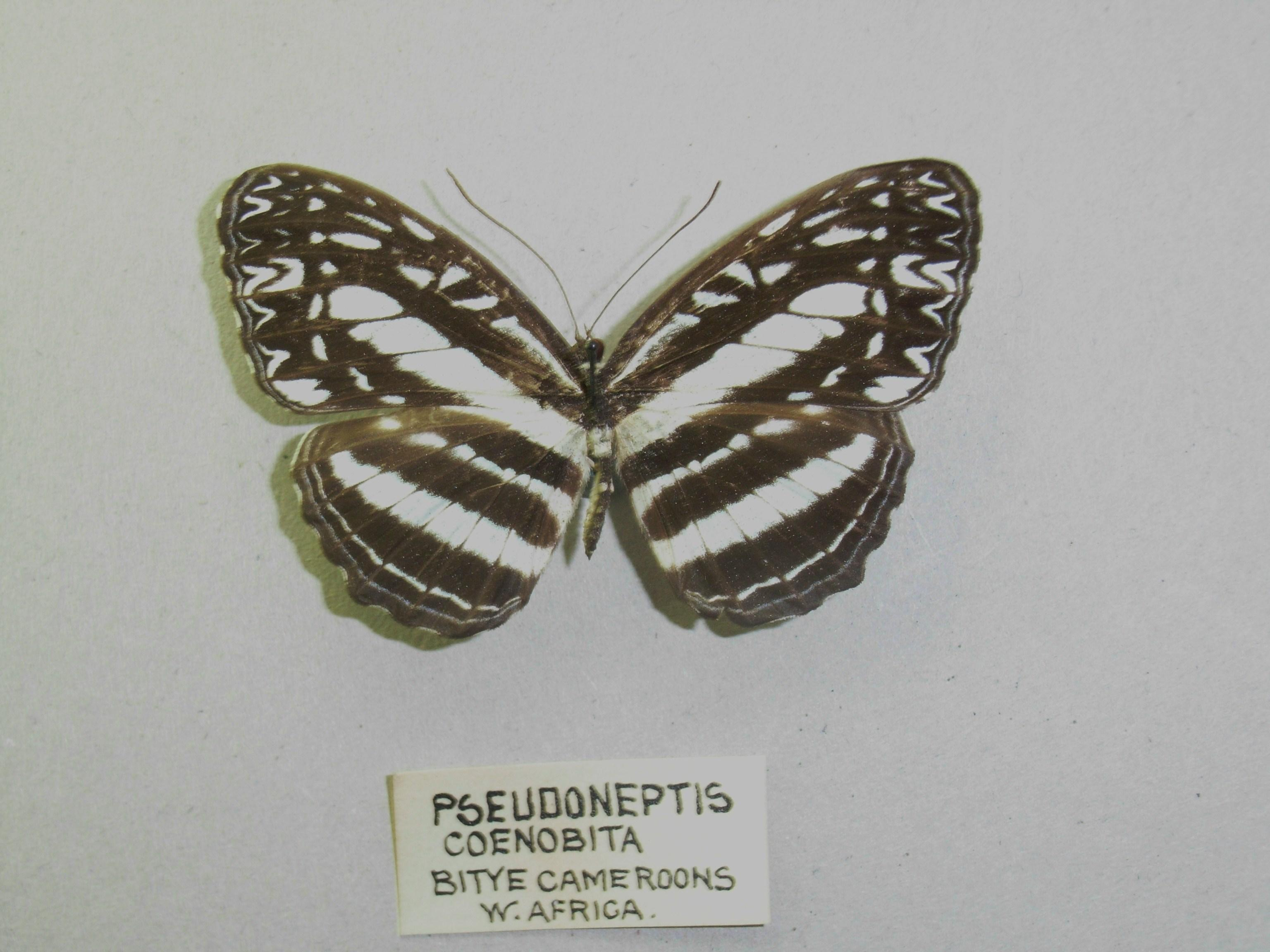
Pseuodoneptis coenobita đôi khi đặt trong Limenitidini. Nó giống với Neptis nhưng có lẽ do bắt chước không phải là tiến hóa song song

- Cymothoe Hübner, [1819] (Limenitidini or Neptini?) 
  - Cymothoe caenis
  - Cymothoe hobarti
  - Cymothoe sangaris
- Harma Doubleday, [1848] – (Limenitidini hay Neptini?)
- Kumothales Overlaet, 1940 (Limenitidini?)
- Lamasia Moore, [1898] (Limenitidini?)
- Lebadea Felder, 1861 (Limenitidini hay Parthenini?)
  - Lebadea martha
- Pseudacraea – (Limenitidini?)
- Pseudoneptis Snellen, 1882 – (Limenitidini?)
- Seokia Sibatani, 1943 (Limenitidini hay Neptini?)